# Адаптивна вредност
Адаптивна вредност или фитнес је мера популационо-еволуционог успеха (успеха у преживљавању и размножавању) одређеног генотипа. Испољава се преко карактеристичних перформанси фенотипа, које називамо компонентама адаптивне вредности, тј. фитнес генотипа се испољава кроз његов фенотип.
Још се може дефинисати као квантитативни термин природне и сексуалне селекције у еволуционој биологији. Адаптивна вредност описује појединачни успех размножавања и просечан допринос генофонду следеће генерације, од стране јединки неког генотипа или фенотипа.
Некада се користи термин Дарвинов фитнес да би се успоставила јасна разлика у односу на фитнес у здравственом (физичком) смислу. Треба уочити да фитнес не представља меру опстанка или животног века, већ да фитнес представља меру успеха у преживљавању и остављању већег броја јединки у следећим генерацијама.

## Особине
Бесполним размножавањем се адаптивне вредности додељују генотипу. Полним путем, генотипи су кодирани свакој следећој генерацији. У том случају адаптивне вредности бивају додељене алелима, при чему такви алели, са више фитнес вредности, имају тежњу да постају чешћи током времена. Овако долази до природне селекције.
Основне компоненте фитнеса су:
1. дужина живота — вијабилитет,
2. број потомака — фертилитет.

Вредности ових компоненти настају у садејству генотипа и еколошких фактора животне средине коју организми (генотип) настањују.

## Предиспозиција
Фитнес се најчешће дефинише као предиспозиција или вероватноћа, а не као реалан број потомака. Према Мајнарду Смиту: "Фитнес је својство, али не јединке, већ целе скупине истих. Самим тим дефиниција којом фитнес представља меру у размножавању неког генотипа, сада формулише и то да се тада мисли квантитативно на просечан број могућих потомака, у односу на целу скупину, а не на јединку конкретно. На пример, уколико људско младунче погоди гром, док је још у раном животном стадијуму, то не значи да је адаптивна вредност датог генотипа мала, већ да та јединка "није имала среће"."